# 미셸 모건

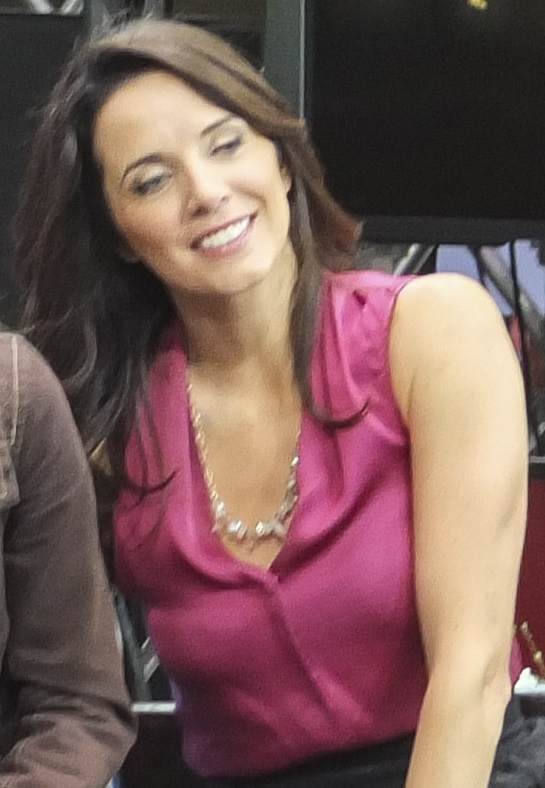

미셸 모건(Michelle Morgan, 1981년 7월 16일 ~ )은 캐나다의 배우이다.
캘거리에서 태어났다.

## 출연 작품

### 영화
- Fire Serpent (2007)
- 다이어리 오브 데드 (2007) - 데브라 역

### 텔레비전
- 하트랜드 (2007-현재)